# Покровская, Анна Константиновна
А́нна Константи́новна Покро́вская (30 ноября 1878, Нижний Новгород, Нижегородская губерния, Российская империя — 12 января 1972, Москва, СССР) — русский и советский библиотечный деятель, детская писательница, историк книги и преподавательница.

## Биография
Родилась 30 ноября 1878 года в Нижнем Новгороде в семье владельца буксирного парохода. Училась в Нижегородской гимназии, где организовывала нелегальные библиотеки и распространяла книги по системе буккроссинга. Администраторы гимназии порекомендовали её переехать в Москву и продолжить учёбу там. Она дала согласие и переехала туда и в 1897 году поступила на естественно-научный факультет Высших Бестужевских женских курсов, которые окончила в 1899 году. В 1899 году организовала несколько библиотек на Сормовском заводе, начиная с 1908 года организовала свыше десятка массовых бесплатных детских библиотек-читален. В конце 1909 году к ней пришла идея создания крупнейшей массовой библиотеки и уже в 1910 году библиотека распахнула свои двери в Москве — это Библиотека имени А. С. Грибоедова. Сначала была в качестве библиотекаря, но уже в 1920-е годы возглавила её. Во время директорства, организовала курсы для библиотекарей детских библиотек при Наркомпросе, одновременно с этим преподавала ряд дисциплин в Университете имени А. Л. Шанявского, также являлась директором Института детского чтения, где создала экспериментальную детскую читальню и аудиторию. В 1915 году основала Грибоедовский кружок рассказчиков, где была также его председателем. В 1930-е годы перешла в журналистику, сотрудничая с рядом журналов и издательств. В 1942 году была принята на работу в МГБИ, где преподавала на ряде курсов и была библиотекарем вплоть до 1947 года, после чего ушла на пенсию. В качестве детской писательницы написала ряд детских рассказов.
Скончалась 12 января 1972 года в Москве, прожив очень долгую плодотворную жизнь. Похоронена на Введенском кладбище (5 уч.).

### Личная жизнь
Анна Константиновна была замужем за библиотековедом А. А. Покровским.

## Научные работы
Основные научные работы посвящены библиотечной работе с детьми. Автор свыше 60 научных работ.